# Онелли, Клементе
Клементе Онелли (22 августа 1864, Рим, Италия — 20 октября 1924, Буэнос-Айрес, Аргентина) — аргентинский учёный-энциклопедист, натуралист, эколог, географ, геолог, археолог, палеонтолог, зоолог, ботаник, криптозоолог, директор зоопарка Буэнос-Айреса, исследователь Патагонии и научный писатель итальянского происхождения .
Родился в Риме в семье юриста; рано осиротел, до совершеннолетия учился в Папском колледже, а затем на факультете естественных наук Римского университета, где специализировался на палеонтологии и геологии и где в возрасте 23 лет получил учёную степень. За время обучения он выучил латынь, греческий и французский языки, а заинтересовавшись Аргентиной, начал изучать испанский и языки народов Патагонии (мапуче и теуэльче), которая тогда колонизировалась Аргентиной. Вскоре после завершения образования принял решение эмигрировать в Аргентину и в конце 1888 года прибыл в Буэнос-Айрес.
Уже в конце 1888 года Онелли отправился в свою первую экспедицию в недавно колонизированную Патагонию, носившую палеонтологический и археологический характер, тогда же начав сотрудничать с газетой El Diario; вскоре после завершения первой экспедиции отправился в Патагонию снова, активно занимаясь сбором образцов местной флоры и фауны. В начале 1890-х годов занимался изучением пригодности к скотоводству почв на юге Патагонии по поручению министерства сельского хозяйства Аргентины. В 1897—1898 годах принимал активное участие в демаркации аргентино-чилийской границы в Патагонии.
В конце 1904 года возглавил зоопарк Буэнос-Айреса, которым руководил до конца жизни; очень много сделал для его развития, значительно расширив коллекцию зоопарка и улучшив условия содержания животных; уже в первый год его управления зоопарком число посетителей заведения увеличилось в десять раз. В начале XX века способствовал принятию нескольких аргентинских законов по защите природы, часто выступал с лекциями о природе, в том числе перед детской аудиторией. В 1922 году возглавил завершившуюся неудачей экспедицию к озеру Эпуен, целью которой было поймать якобы живущего в этом озере плезиозавра; по этой причине считается первым в Аргентине криптозоологом. В том же году выступил режиссёром немого документального фильма о христианских миссиях в Патагонии. Научное наследие Онелли включает целый ряд научных трудов — в основном по зоологии, хотя среди его работ есть книга по истории ткачества и сборник записанных им патагонских сказок.